# Santee Town Center (Tranvía de San Diego)
Santee Town Center es una estación terminal del Trolley de San Diego localizada en Santee, California funciona con la línea Chipre. La estación de la que procede a esta estación es Gillespie Field.

## Zona
La estación se encuentra localizada en Civic Center Road y la Calle Cuyamaca.

## Conexiones
La estación cuenta con las conexiones de rutas la 832, 833, 834 y la 870.